# Centre Morbihan Communauté
Centre Morbihan Communauté ist ein französischer Gemeindeverband mit der Rechtsform einer Communauté de communes im Département Morbihan in der Region Bretagne. Er wurde am 26. August 2016 gegründet und umfasst 12 Gemeinden (Stand: 1. Januar 2022). Der Sitz der Verwaltung befindet sich im Ort Locminé.

## Gründung
Als Nachfolgeorganisation der Gemeindeverbände Baud Communauté, Locminé Communauté und Saint Jean Communauté entstand sie mit Wirkung vom 1. Januar 2017.

## Historische Entwicklung
Mit Wirkung vom 1. Januar 2019 gingen die ehemaligen Gemeinden Pluméliau und Bieuzy in der Commune nouvelle Pluméliau-Bieuzy auf. Dadurch verringerte sich die Anzahl der Mitgliedsgemeinden auf 18.
Mit Wirkung zum 1. Januar 2022 verließen sechs Gemeinden den Verband und gingen in die neu gegründete Baud Communauté auf.

## Mitgliedsgemeinden
Centre Morbihan Communauté besteht aus folgenden 12 Gemeinden:
| Gemeinde                   | Bretonisch         | Einwohner (2022) | Fläche (km²) | Code postal | Code Insee |
| -------------------------- | ------------------ | ---------------- | ------------ | ----------- | ---------- |
| Bignan                     | Begnen             | 2.750            | 45,84        | 56500       | 56017      |
| Billio                     | Bilioù             | 324              | 12,03        | 56420       | 56019      |
| Buléon                     | Buelion            | 546              | 12,27        | 56420       | 56027      |
| Évellys                    | Eveliz             | 3.384            | 80,34        | 56500       | 56144      |
| Guéhenno                   | Gwezhennoù         | 804              | 23,33        | 56420       | 56071      |
| Locminé                    | Logunec'h          | 4.708            | 4,86         | 56500       | 56117      |
| Moréac                     | Mourieg            | 3.692            | 60,30        | 56500       | 56140      |
| Moustoir-Ac                | Moustoer-Logunec'h | 1.713            | 33,92        | 56500       | 56141      |
| Plumelec                   | Pluveleg           | 2.730            | 58,36        | 56420       | 56172      |
| Plumelin                   | Pluverin           | 2.841            | 31,33        | 56500       | 56174      |
| Saint-Allouestre           | Sant-Aleustr       | 651              | 16,48        | 56500       | 56204      |
| Saint-Jean-Brévelay        | Sant-Yann-Brevele  | 2.860            | 41,83        | 56660       | 56222      |
| Centre Morbihan Communauté |                    | 27.003           | 420,89       | -           | -          |